# Irupana
Irupana est une ville de Bolivie dans le département de La Paz, siège de la municipalité du même nom.